# Josef Schintlmeister

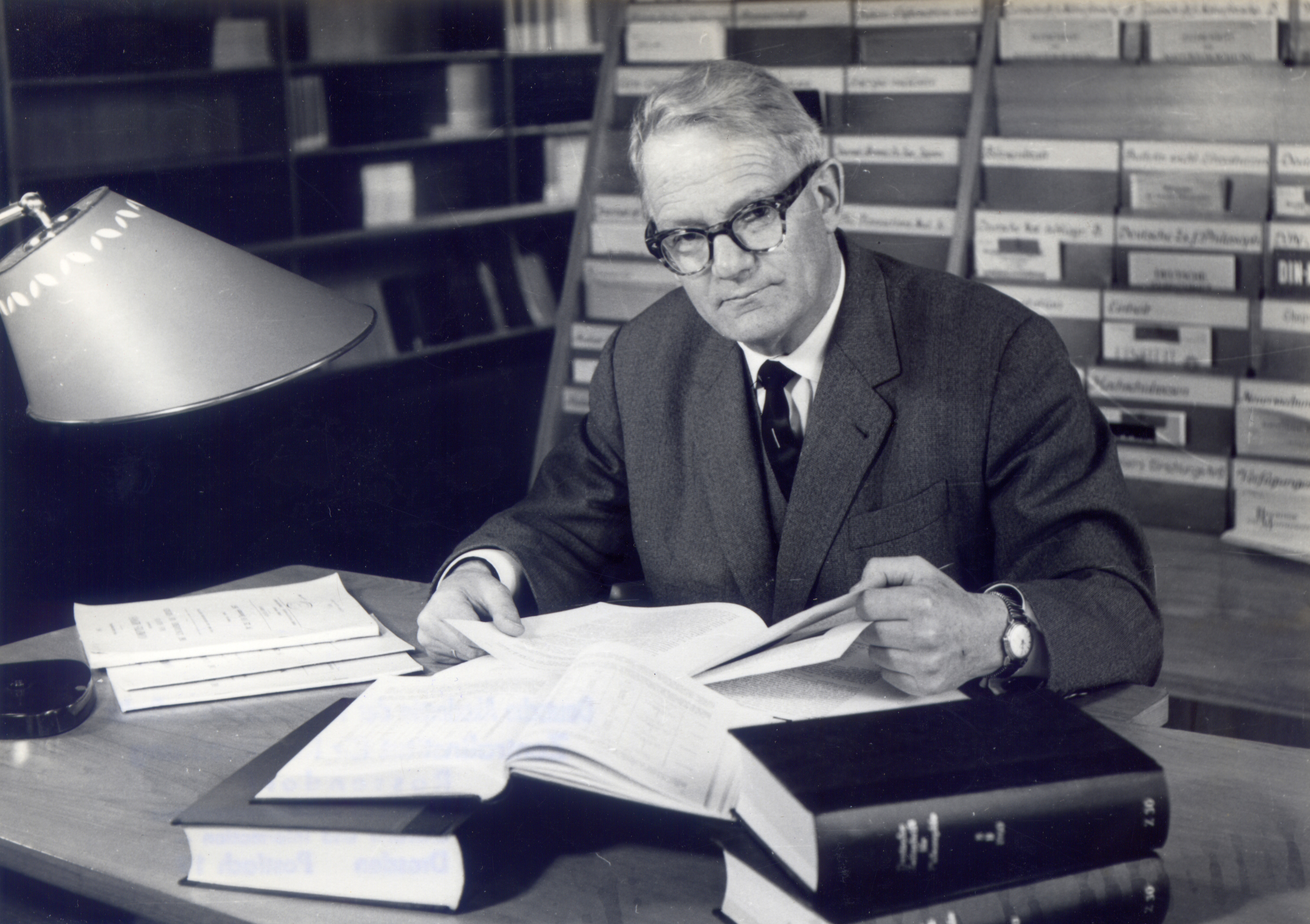
Josef Schintlmeister im Lesesaal des ZfK Rossendorf

Josef Peter Schintlmeister (* 16. Juni 1908 in Radstadt; † 14. August 1971 in Hinterglemm) war ein österreichischer Kernphysiker und Mitarbeiter am Uranprojekt und am sowjetischen Atombombenprojekt.

## Leben und Wirken
Schintlmeister wurde als Sohn des Oberlehrers und späteren Direktors der Radstädter Volksschule Peter Schintlmeister (1858–1937) und dessen Ehefrau Maria geb. Scharfetter (1876–1957) geboren. Er selbst maturierte 1927 am Humanistischen Gymnasium in Salzburg und studierte anschließend Physik an der Philosophischen Fakultät der Universität Wien. Am 20. Juli 1932 promovierte er bei Privatdozent Georg Stetter mit einer Arbeit über die Ionisation von H-Strahlen in verschiedenen Gasen. Diese Arbeit war für die Entwicklung der nuklearelektronischen Messmethoden von Bedeutung.

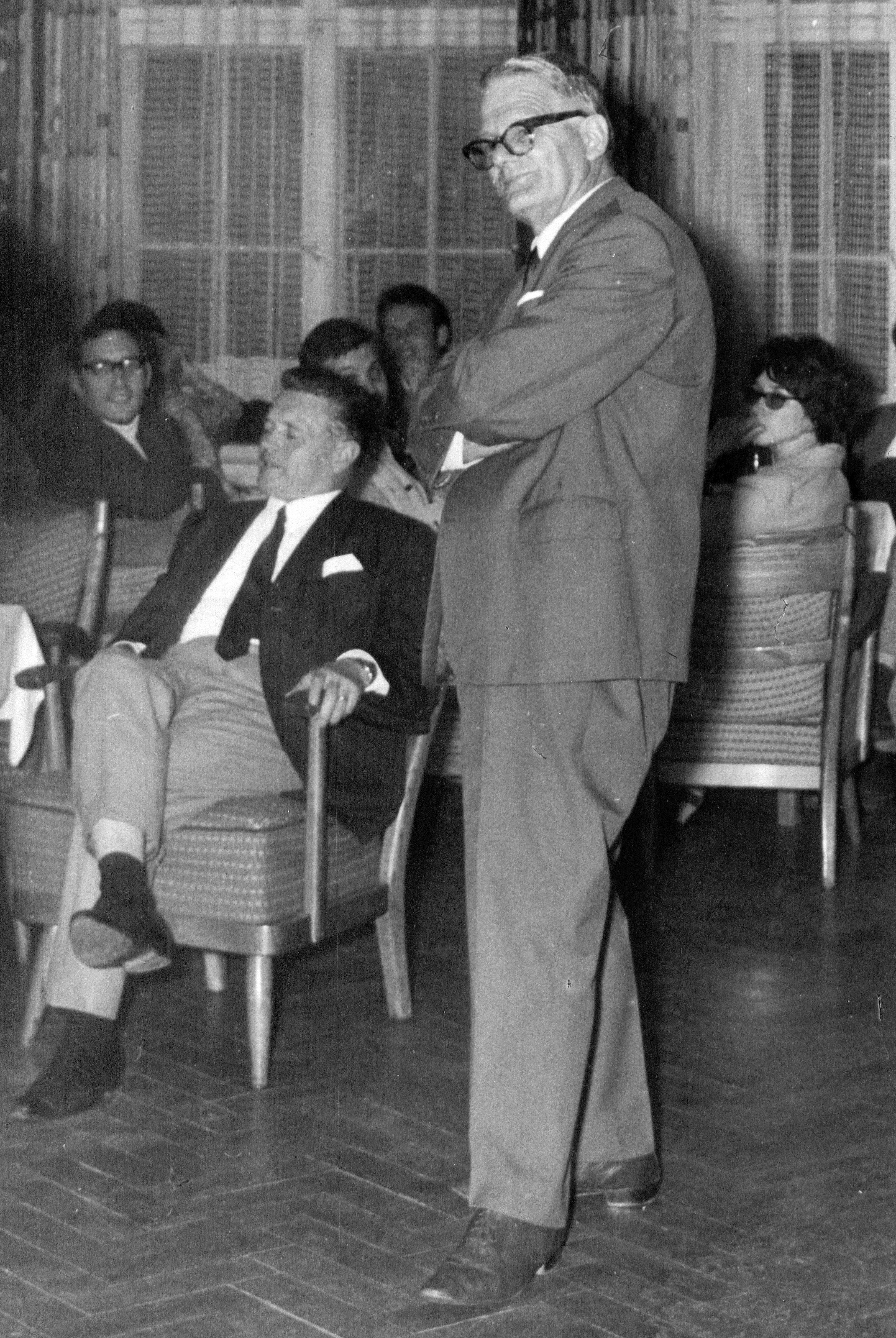
Josef Schintlmeister beim 10. Rossendorfer Klubabend Naturwissenschaft und Kunst am 21. Mai 1970

Im Jahr 1938 habilitierte sich Schintlmeister. Seine Vorlesung ist veröffentlicht. Er systematisierte die Energie eines Alphastrahlers in Abhängigkeit von der der Massenzahl, indem er Nuklide mit gleicher Protonenzahl Z mit der Differenz zwischen Neutronen- und Protonenzahl N-Z in Beziehung setzte. Damit war es erstmals möglich, die Alpha-Radioaktivität von Nukliden vorherzusagen. Die vorhergesagte Alpha-Aktivität von Actinium wurde ein Jahr später von Marguerite Perey, einer Mitarbeiterin von Marie Curie, bestätigt. Auch Glenn T. Seaborg und seine Mitarbeiter nutzten Schintlmeisters Systematik bei der Entdeckung der Transurane und zitierten ihn.
Als Dozent für Experimentalphysik am 2. Physikalischen Institut der Universität Wien wirkte er im Zweiten Weltkrieg am deutschen Kernforschungsprojekt (Uranverein) in der Gruppe von Georg Stetter, die sich mit Kernspaltung und Resonanzabsorptionsquerschnitten von Neutronen befasste. Dabei fand er auch Hinweise auf die Existenz eines neuen Elements Plutonium, publiziert in vier geheimen Berichten 1940 bis 1942 (teilweise mit Friedrich Hernegger). Sie fanden, dass es spaltbar war und in einem Reaktor erzeugt werden konnte. Er trug darüber auf einer Fachkonferenz im Kaiser-Wilhelm-Institut in Berlin im Februar 1942 vor.
Kurz vor Ende des Zweiten Weltkrieges entsandte die Sowjetunion Sonderkommandos nach Deutschland (darunter auch nach Österreich), um nach Atomwissenschaftlern zu suchen, die für das sowjetische Kernwaffenprojekt nützlich sein könnten und in die Sowjetunion überführt werden sollten. Die Mission wurde von Generalleutnant Awraami Pawlowitsch Sawenjagin geleitet. Schintlmeister wurde 1946 vom russischen Sonderkommando in Salzburg in der damaligen amerikanischen Besatzungszone aufgespürt und in die Sowjetunion „eingeladen“. Er wurde nach Moskau gebracht und dem Laboratorium 2, dem späteren Kurtschatow-Institut zugeteilt. Schintlmeister arbeitete dort als einer der Spezialisten für das sowjetische Kernwaffenprojekt.

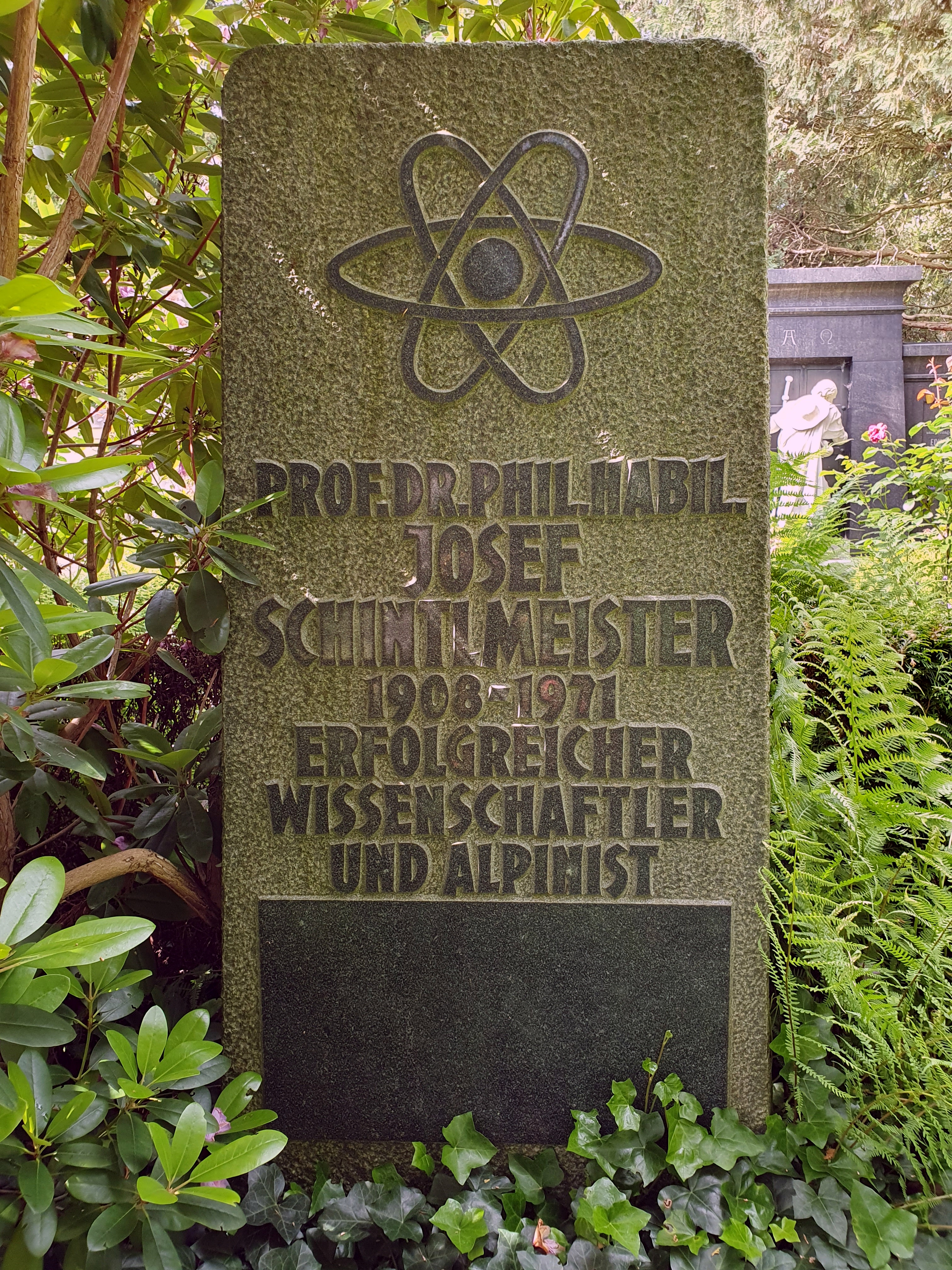
Grabstein von Josef Schintlmeister auf dem Loschwitzer Friedhof in Dresden

1955 kehrte er nach Österreich zurück, ging aber bald darauf in die DDR, wo er Direktor am Zentralinstitut für Kernphysik Rossendorf und Leiter des Bereichs Kernphysik wurde. Außerdem wurde er als Professor für Kernphysik an die Technische Universität Dresden berufen.
In den 1950er Jahren war er Vertreter der DDR im wissenschaftlichen Rat des Kernforschungsinstituts Dubna (mit Heinz Pose und Klaus Fuchs).
Er gab die deutsche Übersetzung der Lehrbücher von Aage Bohr und Ben Mottelson (Theorie der Atomkerne) und von Jakow Frenkel (Prinzipien der Theorie der Atomkerne, 1957) heraus.
1964 erhielt Schintlmeister den Nationalpreis der DDR III. Klasse für Wissenschaft und Technik.
Er starb am 14. August 1971 in seiner Pension Sonnhof in Hinterglemm im Salzburger Land, keine 100 km von seinem Geburtsort Radstadt entfernt, an den Folgen eines zweiten Herzinfarkts im Alter von 63 Jahren.
Schintlmeister war in erster Ehe mit Maria Renata geb. Deinlein (1909–?) verheiratet. Aus dieser Ehe gingen drei Kinder hervor, eine früh verstorbene Tochter, ein Sohn und eine weitere Tochter. In zweiter Ehe heiratete er 1955 die Physikerin Alexandra geb. Obolenskaja (1923–2019), mit der er zwei Söhne hatte.

## Josef Schintlmeister als Bergsteiger
Josef Schintlmeister war ein erfahrener Alpinist von internationalem Rang. 1929 stand er zum ersten Mal auf dem Sellajoch in den Dolomiten und blickte auf den Langkofel mit seiner prächtigen Nordflanke. Der Gosaukamm im Dachsteingebirge und das Gesäuse in den Nördlichen Kalkalpen  wurden bald seine bergsteigerische Heimat. Am 1. Juli 1931 gelang ihm die Erstdurchsteigung der Dachl Nordwand im Gesäuse, die bis heute als eine der schwierigsten Routen (7+) gilt. Weitere Erstbegehungen machten Schintlmeister in Bergsteigerkreisen bekannt. Im Jahr 1931 gelang ihm die Erstüberschreitung der Besengimauer im Kaukasus.
In den 1950er Jahren war Schintlmeister wieder im Kaukasus unterwegs. Der Physiker Hardwin Jungclaussen erinnert sich in seinen Lebenserinnerungen an gemeinsame Bergtouren im Jahr 1953, bei denen Schintlmeister Initiator und Leiter war. 1956 stellte Schintlmeister Jungclaussen in Rossendorf ein. Schintlmeister war Mitglied der Nationalmannschaft Bergsteigen der DDR.

## Josef Schintlmeister als Kunstfreund
Schintlmeister war ein Kunstfreund und -sammler. Als Ästhet liebte er die Schönheit, Gesetzmäßigkeit und die Harmonie in der Natur und in der Kunst. So legte er bei einem Bewerbungsgespräch einem jungen Physiker schon mal eine Reproduktion des Mont Sainte-Victoire von Paul Cézanne auf den Tisch und fragte nach dem Meister. Festgehalten ist sein Diskussionsbeitrag zum 10. Rossendorfer Klubabend zum Thema Naturwissenschaft und Kunst, den die Rossendorfer gemeinsam mit dem Freundeskreis der Galerie Neue Meister am 21. Mai 1970 veranstalteten:
Der Naturwissenschaftler hat viele künstlerische Emotionen. Ich möchte da an das Wort des berühmten Mathematikers David Hilbert erinnern, der einmal gelegentlich eines Vortrags auf den Einwurf, dass doch diese mathematische Ableitung, die er gebracht hatte, sehr wenig elegant sei, sagte: „Eleganz ist Angelegenheit der Schneider!“
Hilbert hat aber nicht recht. Ich persönlich habe ein ästhetisches Vergnügen, wenn ich eine mathematische Theorie lese, die wirklich schön dargestellt ist; in einem Gedankenfluss, dem man folgen kann und der harmonisch in sich abgestimmt ist. Ich meine, einem Gedankengebäude zu folgen, in dem Stein auf Stein gebaut ist, das ist genauso ein ästhetisches Vergnügen, wie zum Beispiel bei einem Gemälde den Einzelheiten der Linien nachzugehen, den Farben usw. (…)
Der Naturwissenschaftler hat somit bei seiner Tätigkeit innere Erlebnisse, die über das rein Rationale hinausgehen, die emotionell auf ihn wirken. Wie ein guter Dirigent, der eine Partitur liest und hört, was er liest, so liest zum Beispiel ein Theoretiker die mathematischen Formeln und die sagen ihm etwas. Er blickt auf die Gleichungen und sieht, wie das lebt und wie sich das vergnügt.
Mit einigen bildenden Künstlern war Schintlmeister freundschaftlich verbunden, so mit dem Grafiker, Zeichner, Maler und Illustrator Josef Hegenbarth, dem Bildhauer, Maler und Kirchenraumgestalter Friedrich Press und dem Maler, Bildhauer und Grafiker Willy Wolff.

## Josef Schintlmeister in der bildenden Kunst
- Rudolf Bergander: Prof. Josef Schintlmeister, Öl auf Leinwand, 1964. Aus dem Kunstbestand des ehemaligen Zentralinstituts für Kernforschung Rossendorf, heute im Kunstfonds der Staatliche Kunstsammlungen Dresden[17]

## Schriften
- Die Elektronenröhre als physikalisches Meßgerät. Röhrenvoltmeter, Röhrengalvanometer, Röhrenelektrometer. 3. Auflage. Springer Verlag, Wien 1943
- mit Heinz Barwich, Fritz Thümmler: Das Zentralinstitut für Kernphysik am Beginn seiner Arbeit. Aus Anlaß der Inbetriebnahme des ersten Forschungsreaktors der Deutschen Demokratischen Republik: gehaltene Vorträge. Akademie Verlag, 1958
- mit Wunibald Kunz: Tabellen der Atomkerne, Teil 1 Eigenschaften der Atomkerne, 2 Bände. Akademie-Verlag, 1958 (englische Übersetzung: Nuclear Tables, 2 Bände. Pergamon Press, 1959)
- A. Verfahren zur Bestimmung der Grundgrößen der Atomkerne: I. Bestimmung der Kernladung; II. Bestimmung der Kernradien. In: Gustav Hertz (Hrsg.): Lehrbuch der Kernphysik: Band I, Experimentelle Verfahren. Teubner, Leipzig 1958, S. 37–47.
- A. Eigenschaften der stabilen Kerne: I. Aufbau und Systematik; II. Massendefekt und Bindungsenergie. In: Gustav Hertz (Hrsg.): Lehrbuch der Kernphysik: Band II, Physik der Atomkerne. Teubner, Leipzig 1960, S. 11–38.
- B. Kernumwandlungen: V. Spontane Kernumwandlungen. In: Gustav Hertz (Hrsg.): Lehrbuch der Kernphysik: Band II, Physik der Atomkerne. Teubner, Leipzig 1960, S. 76–90.
- mit Wunibald Kunz: Tabellen der Atomkerne, Teil 2 Kernreaktionen, 2 Bände, Akademie-Verlag, 1965, 1967 (englische Übersetzung: Pergamon Press, 1968)
- mit Franz Rudolf Keßler: Einführung in die physikalischen Grundlagen der Kernenergiegewinnung. Akademie Verlag, 1969